# Nawakaprant
Nawakaprant, znany również pod kodami rozwojowymi BTRX-140, CYM-53093, NMRA-140 i NMRA-335140 – organiczny związek chemiczny, antagonista receptora opioidowego κ (KOR), aktualnie (stan na marzec 2025 r.) badany pod kątem leczenia depresji.

## Mechanizm działania
Atykaprant działa jako selektywny antagonista KOR, czyli biologicznego celu endogennego peptydu opioidowego dynorfiny. 
Podobnie jak w przypadku innych antagonistów opioidów kappa, które są obecnie (stan na styczeń 2022) poddawane badaniom klinicznym w leczeniu depresji, ich skuteczność może być osłabiona przez równoważącą aktywację cytokin prozapalnych w komórkach glejowych ośrodkowego układu nerwowego.

## Badania i rejestracja
Od grudnia 2023 r. lek znajduje się w fazie III badań klinicznych dotyczących leczenia depresji.